# الیزابت اسلاونیا
الیزابت اسلاونیا (انگلیسی: Elizabeth of Slavonia)، همسر دوم فیلیپ دوم، شاهزاده تارانتو و ملکه اسمی امپراتوری لاتین قسطنطنیه بود. وی همچنین وارث مقدر تاج و تخت مجارستان در میان سال‌های ۱۳۶۰ تا ۱۳۷۰ میلادی و دختراستفن، دوک اسلاونیا بود. 